# Volcán Azul
Pour les articles homonymes, voir Azul.
Le Volcán Azul est un volcan du Nicaragua composé de trois cônes volcaniques.